# Elbe Flugzeugwerke
Elbe Flugzeugwerke GmbH (EFW) és una filial d'Airbus (45%) i ST Aerospace (55%) amb seu a Dresden (Alemanya). Les seves instal·lacions principals es troben a l'Aeroport de Dresden. L'empresa se centra en la conversió d'avions de passatgers en avions de càrrega o avions d'abastament. A més a més, fabrica làmines de materials compostos a Airbus per a l'interior de les seves aeronaus.